# 와토쿠촌
왓토쿠촌(和徳村)은 아오모리현 나카쓰가루군에 놓여졌던 촌이다.

## 연혁
- 1889년4월 1일 - 정촌제 시행에 의해 나카쓰가루군 와토쿠촌, 다카사키촌, 가타다촌, 나데우시촌, 오쿠보촌, 쓰가노촌, 햐쿠다촌, 무카이가노세촌, 기요노부쿠로촌과 합병되어 와토쿠촌이 성립하였다.
- 1894년 12월 1일 - 오우 본선 히로사키 - 아오모리간 개통하였다.
- 1935년 4월 15일 - 오우 본선 나이조시역이 개업하였다.
- 1952년 4월 1일 - 나카쓰가루군 도요타촌의 일부를 편입하였다.
- 1955년 3월 1일 - 히로사키시에 편입되어 소멸하였다.